# 위인이란 무엇인가
위인이란 무엇인가 ( Representative Men )는 랠프 월도 에머슨이 1850년에 《에세이》에 수록되었으며 일곱번의 강의를 모은  글이다.  첫째 에세이는 사회에서 위인이 하는 역할을 말하고 나머지 여섯 장에서는 여섯명이 각각의 미덕을 소개하였다. 
- 플라톤 :  철학자
- 에마누엘 스베덴보리 : 신비주의자
- 미셸 드 몽테뉴 : 회의주의자
- 윌리엄 셰익스피어 : 시인
- 나폴레옹 보나파르트 : 세계의 남자
- 요한 볼프강 폰 괴테 : 작가

이 책은 토머스 칼라일의 《영웅 숭배론》과 흡사한 구조를 갖고 있다.  